# Mycomya neolittoralis
Mycomya neolittoralis är en tvåvingeart som beskrevs av Vaisanen 1984. Mycomya neolittoralis ingår i släktet Mycomya och familjen svampmyggor. Arten har ej påträffats i Sverige. Inga underarter finns listade i Catalogue of Life.